# ドラゴンランス
『ドラゴンランス』シリーズ (Dragonlance) は、テーブルトークRPG『アドバンスト・ダンジョンズ&ドラゴンズ』(AD&D)の設定を基盤として書かれたファンタジー小説の連作。および、その小説の世界を再現するAD&D用設定集とシナリオのシリーズ。それまでのAD&Dにおける世界設定やシナリオを刷新するものとして企画された。
小説は主としてマーガレット・ワイスとゲームデザインも担当したトレイシー・ヒックマンが執筆した。ワイスとヒックマンによる『ドラゴンランス戦記』三部作（邦訳は全6巻）に始まり、『ドラゴンランス伝説』三部作などの続編が多数発行され、全世界で累計5千万部以上を売り上げる等大ヒット作品となり、エピックファンタジー小説ブームの火付け役ともなった。
過去には富士見書房より邦訳版が発行されていたが、米国の版元であるTSR社がウィザーズ・オブ・ザ・コースト社に買収されるなどの事態により長らく絶版となっていた。現在は、『ドラゴンランス』と改名され、日本語翻訳も新訳として文体を変えてアスキー・メディアワークスより出版されている。そのため『ドラゴンランス戦記』とは固有名詞が多数変わっている。2010年現在はこの新訳版も大半（第1シリーズ - 『夏の炎の竜』）が絶版になっているが、角川つばさ文庫から第1シリーズが復刊。『レイストリン戦記』は、出版から20年以上後の2021年にKADOKAWAから翻訳本が刊行された。
小説やゲームシナリオ以外にも、コンピュータゲーム（ジャンルはRPG、アクション、戦略SLGなど多岐にわたる）やゲームブック、カードゲームなどさまざまな作品が発売された。

## あらすじ

### ドラゴンランス（戦記）Chronicles
1984-1985年出版。
世界規模の災害〈大変動〉が起こり、神々が荒れ果てた地上を見捨てたとされてから340年以上が経った。それぞれの旅を終えて5年ぶりに集結したハーフ・エルフ、丘ドワーフ、ケンダー、人間（魔導士、戦士、騎士）からなる冒険者一行は、成り行きから、〈大変動〉で失われたとされる癒しの力を持つ不思議な杖を携えた平原人の男女を怪しげな軍勢から守るはめになる。それが、伝説上の存在だと思われていたドラゴンや悪の女神〈暗黒の女王〉との、世界の命運をかけた戦いにつながっていくのだった。

### ドラゴンランス伝説Legends
1986年出版。
先の戦争を勝利に導き、いまや英雄と呼ばれる主人公たち。ところがキャラモンは、黒衣（悪）の大魔術師となった双子の弟レイストリンを忘れられず、酒びたりになっていた。一方、理想に燃えるパラダインの僧侶クリサニアはレイストリンを改心させようと説得に赴くが、逆に丸め込まれて彼の手助けをすることに。あくまでも弟を取り戻そうとするキャラモンは、レイストリンの野望をくじこうとする魔術師たちの力で、タッスルホッフと共に過去の時代へ送り込まれる。

### セカンドジェネレーションThe Second Generation
1994年出版。
平和が訪れたように思える世界に、新たな危機が迫っていた。野心と欲ではなく、信義と誓いによって結ばれた悪の騎士団がひそかに勢力を伸ばしつつあったのだ。変わり行く時代に英雄たちの第二世代が登場する。父キャラモンの体躯と戦闘力を受け継いだ2人の兄とは対照的に叔父レイストリンの力を受け継ぐ魔術師パリン、自らに流れる善と悪の血に苦悩する暗黒騎士スティール、そしてタニスとローラナの間に生まれた病弱な青年ギルサス……。彼らを待ち受ける運命の序章が語られる。

### 夏の炎の竜Dragons of Summer Flame
1996年出版。
各地で勝利を重ね、世界制覇を目前にする暗黒騎士団。しかし彼ら自身も知らない大きな力がその背後で動いていた。秘宝に封じられていた混沌の神が解き放たれ、何もかも無に帰そうとする今、世界を守るためには悪の手によってでも地上の勢力を統一するしかないのだ。

### レイストリン戦記The Raistlin Chronicles
1998-1999年出版。
ドラゴンランス（戦記）の前日譚。レイストリンの幼少期から、ハーフ・エルフ、丘ドワーフ、ケンダー、人間（魔法使い、戦士、騎士）などの仲間たちとの出合いから「大審問」を経て、初期の冒険や戦いが描かれる。

### 魂の戦争The War of Souls
2000-2002年出版。
神々が世界を離れ、新たに〈人の時代〉が始まった。しかし新時代は理想にほど遠く、どこからともなく飛来した巨大なドラゴンたちによって地上は支配されていた。そんな中、〈唯一神〉の教えを説く少女ミーナが現れ、暗黒騎士の一団を奇跡的な勝利に導く。

### ドラゴンランス秘史The Lost Chronicles
2006-2009年出版。
ドラゴンランス（戦記）の時代、ハーフ・エルフ、丘ドワーフ、ケンダー、人間（魔法使い、戦士、騎士）などの仲間たちとの、語られざる冒険と戦いを描く。

## 主な登場人物

### ドラゴンランス(戦記)、ドラゴンランス秘史
タニス・ハーフ＝エルヴン (Tanis Half-Elven)
本名タンサラス。ハーフエルフ。クラスはファイター。リーダー的存在で、弓と剣の名手。彼の母親はクォリネスティ・エルフの王女だったが、人間の戦士に暴行されて彼を身ごもった。幼少時はエルフたちの間で育ったが、出自のせいでギルサナスには「私の父の妻の息子」と呼ばれる等疎んじられ、長じて森を出奔した。純血のエルフには決して生えない髭を生やしているのはコンプレックスの現れである。しかしその一方で、エルフ特有のアーモンド形の目は隠していない。フリントと共に、キャラモン、レイストリン、スタームを冒険者として育てる。キティアラとは恋仲であったが、ドラゴン卿となっていた彼女に偶然再会。後にキティアラへの恋は本当の愛から来るものではない事に気が付き、ローラナとの真摯な愛に目覚める。
スターム・ブライトブレイド (Sturm Brightblade)
人間。高潔なソラムニア騎士。クラスはファイター。騎士道が形骸化している中にあって、騎士の掟と名誉を第一に考える真の騎士。彼の父も高潔なソラムニア騎士だったが、ある戦の前に幼い彼と妻を連れて逃亡、その後消息が絶たれ死んだものと思える。しかし彼は父を尊敬しており、彼の鎧や剣は父の形見である。これらの事情を知っているグンター・ウス・ウィスタンら父の友人の騎士達は彼に暖かく接する。物語序盤は正式なソラムニア騎士ではない従士（スクワイヤ）であり、タルシスでのデレク・クラウンガードとの会話から騎士を詐称していたことが明かされ、騎士団の騎士審理により一旦は有罪となり父の鎧を身につけることを禁じられる等の処分を受けるが、最終的に〈冠〉の勲爵士団に迎えられ、大司教の塔防衛戦では冠勲爵士団の司令官に任ぜられるが、その経緯から薔薇勲爵士団の指揮官であったデレクが発狂するに至り、デレクや剣勲爵士団の指揮官アルフレッドら上級の騎士とは軋轢が絶えなかった。最終的にこのデレクの狂気が原因となって騎士団は決裂し、出撃したデレクらは囮作戦にひっかかって壊滅、大司教の塔の兵力はほとんどが失われ、わずかな兵とともに塔を守ったスタームはドラゴン卿キティアラとの一騎討ちで破れ死亡した。以後騎士団ではスタームこそ真の騎士の姿であると崇拝される。シルヴァネスティ・エルフの女王アルハナ・スターブリーズからは慕われており、〈スタージュエル〉を受け取る。
フリント・ファイアフォージ (Flint Fireforge)
丘ドワーフ。クラスはファイター。頑固だが腕の良い細工師で、頼もしい戦士でもある。「子供たち」のお目付け役をもって任じている。持病と年齢のせいで身体に衰えがきているが、仲間の手前意地を張っている。タッスルホッフとは軽口をたたきあう仲。タニスとは旧来の親友。最後は神宿りへの旅のさなか寿命が尽きて病死し、レオルクスの御許に引き取られた。
タッスルホッフ・バーフット (Tasslehoff Burrfoot)
ケンダー。通称タッスル。クラスはシーフ。いたずら好きだが、軽い身のこなしで偵察を行ったり、地図で道を示したりと冒険には欠かせない男。地図作りと地図集めが趣味。ケンダー族らしく、非常に好奇心旺盛でちょこまか動き回り、トラブルメーカーとなることも多い。他人の持ち物が“勝手にポケットに転がり込んでくる”こともしばしば。しかしそれは、ケンダー族特有の好奇心から“少し借りている”だけなので、盗賊呼ばわりされると深く傷つく。また、恐怖を感じない。戦記を通して他人の心を感じ取るようになり、「無邪気さ」を失って同族からは少し浮いた存在となる。「フーパック」と呼ばれるスタッフスリングを愛用している。
キャラモン・マジェーレ (Caramon Majere)
人間。クラスはファイター。レイストリンの双子の兄。怪力で屈強な戦士で、大食漢の美男子。左利き。あまり物事を深く考えないが、大らかで陽気な性格のため人から好かれやすい。レイストリンの師によると、男前な性格。弟を溺愛しているが、皮肉にもその愛情ゆえにレイストリンを苛立たせ、後にそれは弟から致命的な傷を心身ともに負わされる原因となる。頭の回転は遅いが、頭が悪いわけではなく、しっかり考えれば適切な答えを出すことができる。剣闘士をさせられていたころは、負ける演技が下手すぎて使い物にならないほど、戦い以外のことは何をやらせても二流ながら、十分人々を満足させる成果をあげることができたとの描写もあり、器用な人物でもあったことが分かる。
レイストリン・マジェーレ (Raistlin Majere)
人間。クラスはマジックユーザー。キャラモンの双子の弟。若年にして「大審問」に合格した優秀な魔術師。もともと体が弱かったが、大審問を通過した際に行った行為からパー・サリアンによって極めて脆弱な体にされ、両目を人や生物の時間が過ぎていくのを見る砂時計の瞳に変えられる（のちにこのときかけられた呪いをそっくりパー・サリアンにかけ返す復讐を行っている）。常に咳をしており、ひどい臭いのする煎じ薬を飲んでいる。冷血で皮肉っぽく秘密主義な性格のため、仲間からも疑惑の目を向けられがち。赤ローブ（中立）の魔術師だったが、最終的に黒ローブ（悪）の魔術師となる。キャラモンの愛情を厭わしく思っており、「一人の全き人間」となることを切望していた。常に人を見下し他者との深い関係を望まないが、仲間を助けるために積極的に魔術を使ったり知恵を働かせることもある。社会的弱者と見做される存在に対しては例外的に打ち解けた態度を取ることがある（ドラゴンブック折り込みの情報紙にそうしたイラストが投稿されたこともあった）。権力に対しての渇望があり、力を得るためなら手段を選ばない。外伝では恋に落ち、娘をもうけている。
ティカ・ウェイラン (Tika Waylan)
人間。クラスはファイター。燃えるような赤毛が特徴の、料理が得意で快活な娘。元ウェイトレスで、自身を育ててくれたオティックの経営する「憩いの我が家亭」で働いていた。後にキャラモンの妻となる。フライパンでの攻撃が得意。後に戦士となる。戦いの中で盾も武器として使うようになり、物語の後半では盾で叩くことを技の一つに昇華させた。
ゴールドムーン (Goldmoon)
人間。クラスはクレリック。平原の蛮族（平原人）ケ=シュの族長の娘であり金と銀の髪を持つ美女。リヴァーウィンドとの身分違いの恋ゆえに部族を出奔することとなる。後に僧侶エリスタンとの出会いを経てミシャカルの円盤を得「癒しの女神ミシャカル」の僧侶となり、人々を「真の神々」の教えへと導く。物語後半では複数のフロットサムの住人をミシャカルに帰依させた。
リヴァーウィンド (Riverwind)
人間。クラスはレンジャー。ケ=シュ族の羊飼い。黒髪に長身痩躯の無骨な顔つきをした平原人。ゴールドムーンとの恋を認めてもらう為に探索の旅に行き、持ち帰った「青水晶の杖」が数々の事件の発端となる。エルフ嫌いであったが、タニスとの友情を通して考えを変えていく。常に禁欲的な表情である。
キティアラ・ウス＝マタール (Kitiara uth Matar)
キャラモンとレイストリンの異父姉。クラスはファイター。美しく奔放な女性。父親に似て剣の腕に優れ、傭兵を生業とする。他者を篭絡する事に長けているが利己的な性格で、心から相手を思いやる事はない。力を追い求め、そのためには手段を選ばない。タニスとは恋仲だったが、ドラゴン軍に入隊して彼らとは袂を分かつ。青のドラゴン軍のドラゴン卿で〈暗黒の女卿〉（レディ）と呼ばれる。騎竜はブルードラゴンのスカイア。死の騎士ソスとは互いに仕えあう関係。バカリス、ガリバヌスら自軍の上級将校を愛人（アリアカスのガリバヌスへの言葉から判断すると無理矢理愛人にした側面もある模様）にしているが、失態を晒せばあっさりと捨て（ただしバカリスは最後まで重要任務を任せられている）、死んでも惜しむこともない等冷酷である。黒エルフのダラマールとも男女関係をにおわせる描写がなされたことがある。
ローラナ (Laurana)
本名ローラランサラーサ。クラスはファイター。クォリネスティ・エルフの王女。タニスの従姉妹で幼馴染。美しく純粋な女性で、幼少時からタニスを慕っている。保護された生い立ちゆえ誰からも愛されるような無垢な娘だったが、その反面世間知らずで、危険を考えず恋心のみでタニスに同行した結果足手まといになってしまう。ゆえに一度は疎んじられるが、その後の苦難の過程で努力を重ね、最終的には周囲から賞賛され『黄金の将軍』と二つ名があるほど立派な冒険者に成長を遂げる。数十年後の『魂の戦争 』では暗黒騎士団の支配に密かに逆らい、クォリネスティを実質的に治めており、危機では〈ドラゴンランス〉を手に命を賭して戦う。
ギルサナス (Gilthanas)
ローラナの次兄。クラスはファイター／マジックユーザー。クォリネスティ・エルフの第二王子。戦士/魔法使い。幼い頃はローラナと共にタニスの親友だったが、妹のタニスへの思いを知った後は喧嘩の末仲違いしてしまった。そのためタニスに対しては現在も複雑な感情を持つ。後に隠された善竜の卵とドラコニアン誕生の秘密をシルヴァラとともに発見し、善竜をクリンに帰還させる重要な役割を担うこととなる。このエピソードは『奪われた竜の卵』としてゲームブック化されている。
フィズバン (Fizban)
旅の途中で一行に加わる老魔術師。名前の意味は「しゅう、ボン」という擬音で、タッスルから「そんなの名前じゃない」と言われたほど、一見耄碌している様に見える。得意技はファイアーボールの魔法（ただし正確に呪文を思い出せることはまれで、その呪文の効果が味方に対して脅威となることもしばしばである）。秘密が多く、見せかけの姿に騙されるが実は物語の鍵を握っている。一行の中で先に逝ったフリントがその正体（神パラダイン）に最初に気付いた。作中では、タッスルと組むことが多く、フィズバンもタッスルを気に入っていたようで、去り際に「フィズバン」を「ケンダー族における私の呼び名」とした。 なお、マーガレット・ワイスの『冥界の門』に似たズィフナブとは似ているが権利問題で別キャラクターということになっている。

### ドラゴンランス伝説
クリサニア・タリニウス (Crysania Tarinius)
パラダインの聖女。クラスはクレリック。パランサスのタリニウス家の出自。信仰心篤く高潔な女性だが、反面人間味や真の思いやりに欠けている。彼女の信奉する教義によって邪悪と定めたレイストリンとの対決を望み彼の元に赴くが、改心させようという意図とは反対に自身の信念を揺らがされた挙句手厳しく打ち負かされる。その結果反発と同時に惹かれるものを感じたクリサニアは、過去に旅立った後無自覚ながら盲目的な愛情ゆえに言葉巧みに乗せられてレイストリンの邪悪な企てに手を貸すことを同意してしまい、レイストリンと共に〈奈落〉に行く。
ダラマール・アージェント (Dalamar Argent)
自身の身分において禁じられた魔術に手を出したため故郷のシルヴァネスティを追放された黒エルフ。黒ローブの魔術師である。魔法に対する情熱から、レイストリンの弟子となる。師を畏怖しているものの忠誠心はほとんど無く、レイストリンの姉であるキティアラと通じ彼を裏切ろうとする。過去にも裏切りを企て罰を受けている。後にパランサスの〈上位魔法の塔〉の主となるが、レイストリンの部屋を封印した際に師への畏怖から自分が真の主でないことを認める発言をしてしまい、レイストリンの秘密を手に入れることはできなかった。枢密会議の長となる。
フィスタンダンティラス (Fistandantilus)
〈大変動〉以前のかつて最強の黒ローブの魔術師。ウェイレスの〈上位魔法の塔〉での「大審問」時、実体を失っている自身をレイストリンに憑依させていたが…。

### セカンドジェネレーション・夏の炎の竜・魂の戦争
パリン・マジェーレ (Palin Majere)
キャラモンとティカの三男だが、叔父のレイストリンから魔法の才を受け継ぎ、白ローブの魔術師となる。キャラモンは彼が魔術師になることを嫌ったため、魔術を学び始めた年齢は遅かったが、すぐに練達の魔術師となった。怜悧な知性こそ叔父譲りだが性格は温厚で正義感に富む。
兄2人はソラムニア人以外で初めてソラムニア騎士団に入り、叙勲されたが、暗黒騎士団の襲来で仲間達と共に命を落とした。
スティール・ブライトブレイド (Steel Brightblade)
ソラムニア騎士になる前のスターム・ブライトブレイドとドラゴン卿になる前のキティアラの息子。暗黒騎士団で〈暗黒の女王〉タキシスに仕えるが、父親と同じく高潔で騎士道を重んじる騎士。母からは野望を追い求め成りあがろうとする心を、父からは騎士の心を受け継ぎ、両者の間でよく迷いを見せる。また、〈大司教の塔〉に眠る父の遺体から剣と宝石〈スタージュエル〉を受け取った。
ウーシャ (Usha)
金色の髪と目を持つ美しい少女。幻の種族とされるイルダの中で育つが、ある事情からパランサスへ旅立つ。金色の瞳を持っているので「レイストリンの娘」と呼ばれているが……。『魂の戦争 』ではパリンと結婚している。
ギルサス・ソロスタラン（Gilthas Solostaran）
タニスとローラナの息子。幼い頃は病気がちだったため、両親の過保護ぶりと子供扱いにいら立ちをつのらせている。
アルハナとポルシオスの婚姻によってシルヴァネスティとクォリネスティが結びついたことを忌み嫌うクォリネスティ・エルフの策略により妊娠中のアルハナを盾に取られシルヴァネスティに幽閉されたポルシオスの後任として王である「太陽の評議長」にされる。

### ネアラ
ネアラ (Nearra)
記憶をなくした少女。記憶を取り戻すため、偶然出会った仲間と旅をすることになるが……。
ダヴィン (Davyn)

エリドール (Elidor)

カトリオーナ (Catriona)

シンドリ・サンキャッチャー (Sindri Suncatcher)
ケンダーの“自称”魔術師。

### 魂の戦争
ミーナ (Mina)
〈嵐の夜〉に現れた特殊能力を備えた少女。謎の〈唯一神〉を信じるよう唱え、奇跡を起こしたことで暗黒騎士団に加わり部隊を率いる。孤児でありゴールドムーンに育てられた。
ジェラード (Gerard)
若きソラムニア騎士。キャラモンを看取ったことで冒険に巻き込まれ、タッスルとクオリネスティに向かうが…。
アレクシウス・メダン (Alexius Medan)
暗黒騎士、クオリネスティを長年治める元帥。エルフ風の服装と生活をしている。ブルードラゴン、レイザーの竜騎士でもあった。ローラナに想いを寄せる。
モーハン・タルゴンヌ (Morham Targonne)
〈夜卿〉暗殺により暗黒騎士団を乗っ取った会計士。狡猾な性格で、テレパスであり心が読める。
シルヴァノシェイ・カラドン (Silvan, Silvanoshei Caladon)
シルヴァン。アルハナとポルシオスの一人息子のため本来は王子であるが、シールドで守られたシルヴァネスティに帰還を果たそうとするアルハナと側近たちと追放された黒エルフとして彷徨っている。

### 神々
パラダイン(Paladine)
善の神。3兄弟の長兄。〈雄々しき戦士〉座。ソラムニア騎士団で崇拝される。
エルフを創造したと言われる。やや耄碌気味の老魔術師フィズバンとして降臨することも。
ギレアン(Gilean)
中立の神で書物を司る。3兄弟の次兄。あまりしゃべらず、黙々と記録を取り続ける。パランサスの大図書館にいるアスティヌスは彼から加護を受けて長命となったという噂がある。あるいはアスティヌスこそ化身の姿とも言われる。
タキシス(Takhisis)
悪の神。3兄弟の末っ子。〈暗黒の女王〉。主に赤、青、緑、黒、白の頭を持つ五つ首の竜の形で表現される。人間相手のときは美貌の妖婦の姿で現れ、誘惑する。
オーガーを創造したと言われる。世界の征服を目論み、度々地上に戦争を仕掛けている。
レオルクス(Reorx)
ドワーフたちが信仰する神。鋳物を得意とするが、酒とギャンブルに弱く、作中でガルガスの灰色石を博打のカタに取られるなどよくドジを踏む。3兄弟に請われ、世界を鍛えた。ドワーフのダウガン・レッドハンマーとして降臨することも。
ミシャカル(Mishakal)
癒しの神。ゴールドムーンが持つメダリオンにはこの神の加護がある。
ソリナリ(Solinari)
パラダインとミシャカルの息子。銀の月の名前にもなっている。
白ローブの魔術師たちの神。
ルニタリ(Lunitari)
ギレアンの娘。赤の月の名前にもなっている。
赤ローブの魔術師たちの神。
ヌイタリ(Nuitari)
タキシスとサルゴナスの息子。自身の崇拝者にしか見えない黒い月の名前にもなっている。
黒ローブの魔術師たちの神。
キリ・ジョリス（Kiri-Jolith）
戦争と勇気、栄誉を司る。

### ドラゴン

#### 邪竜（色彩竜, Chromatic Dragons）
スカイア(Skie)
ブルードラゴンで、キティアラの騎竜。キティアラとはドラゴン・オーブにも打ち勝つ強い絆で結ばれている。
キティアラ亡き後、一時アンサロン大陸から離れていたが、『魂の戦争』では世界を分割統治する異世界から来た巨大ドラゴンたちの一頭、ケレンドロス (Khellendros)として戻ってくる。
マータフルール (Matafleur)
老齢のレッドドラゴン。雌竜。かつての戦争で子供達や自身の片目を失っている。パイロスと戦い、命を落とす。
カイアン・ブラッドベイン(K'Rshinthintl, Cyan Bloodbane)
ロラックが盗んだドラゴン・オーブで呼び出されるが彼を操り、一行を苦しめた巨大なグリーンドラゴン。その後ネラーカに召集されるが、暗黒の女王お気に入りのレッドドラゴンに致命傷を負わせたことから地下に幽閉される。後にドラゴン・オーブを手にしたレイストリンに操られる。レイストリンから解放された後、『魂の戦争 』ではクォリネスティに潜んでいると思われていたが…。

#### 善竜（金属竜, Metallic Dragons）
ファイアフラッシュ (Fireflash)
第3次竜槍戦争でフリントとタッスルホッフを乗せたブロンズドラゴン。本名はキルサー。
パイライト(Pyrite)
年老いたゴールドドラゴンで、パラダインの竜。普段は小さくなり指輪になっている。
シルヴァラ (D'argent, Silvara, Silvart)
カガネスティ・エルフの娘シルヴァラのふりをしているシルバードラゴン。

#### 別世界から来た巨竜 (異世界竜, Dragon Overlords)
ベリリンスラノクス、通称ベリル (Beryllinthranox, Beryl)
異世界からやってきた巨大なグリーンドラゴン。『魂の戦争 』で、多くの邪竜を従え、〈光の砦〉やクォリネスティを襲う。
マリストリクス、通称マリス (Malystryx, Malys)
異世界からやってきた巨大なレッドドラゴン。

## 日本語訳の既刊
原書の一覧については en:List of Dragonlance novels、en:List of Dragonlance modules and sourcebooks をそれぞれ参照。
マーガレット・ワイスとトレイシー・ヒックマンの合作は、著者名を省略。

### ドラゴンランス
富士見書房版。『ドラゴンランス戦記』のタイトル。絶版。
1. 廃都の黒竜（訳/安田均、1987年 ISBN 9784829141014）
2. 城砦の赤竜（訳/安田均、1987年 ISBN 9784829141021）
3. 氷壁の白竜（訳/安田均、鷹井澄子、1987年 ISBN 9784829141038）
4. 尖塔の青竜（訳/安田均、鷹井澄子、1988年 ISBN 9784829141045）
5. 聖域の銀竜（訳/安田均、鷹井澄子、1988年 ISBN 9784829141052）
6. 天空の金竜（訳/安田均、鷹井澄子、1988年 ISBN 9784829141069）

アスキー・エンターブレイン版。注釈付き。絶版後、電子書籍（KADOKAWA）で復刊。
1. 廃都の黒竜（訳/安田均、2002年 ISBN 9784757708426）
2. 城砦の赤竜（訳/安田均、2002年 ISBN 9784757708433）
3. 氷壁の白竜（訳/安田均、2002年 ISBN 9784757708631）
4. 尖塔の青竜（訳/安田均、2002年 ISBN 9784757709027）
5. 聖域の銀竜（訳/安田均、2002年 ISBN 9784757709300）
6. 天空の金竜（訳/安田均、2002年 ISBN 9784757711969）

角川つばさ文庫版。
1. 廃都の黒竜 (上)（訳/安田均、2009年 ISBN 9784046310255）
2. 廃都の黒竜 (下)（訳/安田均、2009年 ISBN 9784046310262）
3. 城砦の赤竜（訳/安田均、2009年 ISBN 9784046310644）

### ドラゴンランス伝説
富士見書房版。絶版。
1. パラダインの聖女（訳/安田均、鷹井澄子、1989年 ISBN 9784829141434）
2. イスタルの神官王（訳/安田均、細美遥子、1990年 ISBN 9784829141441）
3. 黒ローブの老魔術師（訳/安田均、細美遥子、1990年 ISBN 9784829141458）
4. レオルクスの英雄（訳/安田均、細美遥子、1991年 ISBN 9784829141465）
5. 黒薔薇の騎士（訳/安田均、細美遥子、1992年 ISBN 9784829141472）
6. 奈落の双子（訳/安田均、細美遥子、1992年 ISBN 9784829141489）

アスキー・エンターブレイン版。注釈・付録付き。絶版後、電子書籍（KADOKAWA）で復刊。
1. パラダインの聖女（訳/安田均、2004年 ISBN 9784757718029）
2. イスタルの神官王（訳/安田均、2004年 ISBN 9784757718968）
3. 黒ローブの老魔術師（訳/安田均、2004年 ISBN 9784757719385）
4. レオルクスの英雄（訳/安田均、2004年 ISBN 9784757720060）
5. 黒薔薇の騎士（訳/安田均、2004年 ISBN 9784757720695）
6. 奈落の双子（訳/安田均、2005年 ISBN 9784757721371）

### ドラゴンランス英雄伝
邦訳は富士見書房版のみ。絶版。
1. クリンの魔法（訳/安田均、細美遥子、1989年 ISBN 9784829141496）
2. タッスルの魔法の笛（訳/安田均、1991年 ISBN 9784829141502）
3. レイストリンの娘（訳/安田均、1991年 ISBN 9784829141519）
4. 受け継ぎしもの（訳/安田均、1992年 ISBN 9784829141526）
5. 賭けるか？（訳/安田均、1993年 ISBN 9784829141533）
6. 亡命者たち（訳/安田均、1993年 ISBN 9784829141540）

### ドラゴンランス序曲
絶版。邦訳は富士見書房版のみ。
1. ポール・B. トンプソン/トーニャ・R. カーター『闇と光』（訳/安田均、石口聖子、1994年（上巻）ISBN 9784829141779 （下巻）ISBN 9784829141786
2. メアリー カーカフ『ケンダー郷の秘宝』（訳/安田均、石口聖子、1994年（上巻）ISBN 978-4829141793 （下巻）ISBN 9784829141809）
3. ケヴィン スタイン『レイストリンと兄』（訳/安田均、石口聖子、1995年 ISBN 978-4829141571）

### ドラゴンランス セカンドジェネレーション
絶版後、電子書籍（KADOKAWA）で復刊。邦訳はアスキー・エンターブレイン版のみ。一部の作品は『英雄伝』から収録されているが、新訳になっている。
訳/安田均、2003年（上巻）ISBN 9784757714281 （下巻）ISBN 9784757715165

### ドラゴンランス 夏の炎の竜
絶版後、電子書籍（KADOKAWA）で復刊。邦訳はアスキー・エンターブレインのみ。
訳/安田均、2003年（上巻）ISBN 9784757715806 （中巻）ISBN 9784757716698 （下巻）ISBN 9784757718012

### ドラゴンランス 魂の戦争
絶版後、電子書籍（KADOKAWA）で復刊。邦訳はアスキー・エンターブレインのみ。
1. 墜ちた太陽の竜（訳/安田均、2005年（上巻）ISBN 9784757722354 （中巻）ISBN 9784757723467 （下巻）ISBN 9784757724679）
2. 喪われた星の竜（訳/安田均、2006年 ISBN 9784756148384）
3. 消えた月の竜（訳/安田均、2007年 ISBN 9784756150899）

### ドラゴンランス外伝 ネアラ
絶版後、電子書籍（KADOKAWA）で復刊。邦訳はアスキー・エンターブレインのみ。
1. ティム・ワゴナー『記憶をなくした少女と光の竜』（訳/安田均、柘植めぐみ、2005年 ISBN 9784757724686）
2. S・D・サリヴァン『滅びゆく王国とライオンの騎士』（訳/安田均、柘植めぐみ、2006年 ISBN 978-4757726949）

### ドラゴンランス秘史
絶版後、電子書籍（KADOKAWA）で復刊。邦訳はアスキー・エンターブレインのみ。
1. ドワーフ地底王国の竜（訳/安田均、2008年 ISBN 9784048675734）
2. 青きドラゴン女卿の竜（訳/安田均、2009年 ISBN 9784048682305）
3. 時の瞳もつ魔術師の竜（訳/安田均、2010年 ISBN 9784048677028）

### ドラゴンランス レイストリン戦記
KADOKAWA版。
1. マーガレット・ワイス『魂の剣』（訳/安田均、石口聖子 2021年）（上巻）ISBN 9784041094846（下巻）ISBN 9784041094853
2. マーガレット・ワイス、ドン・ペリン『戦場の双子』（訳/安田均、羽田紗久椰 2022年）（上巻）ISBN 9784041094860（下巻）ISBN 9784041094877

小説以外
メアリー・カーカフ『異界の扉』（ファインアート）（訳/鷹井澄子、1987年 富士見書房、ISBN 9784829170441）絶版。
ガイドブック〈憩いのわが家〉亭遺聞 （設定資料集・ファンブック）（訳/安田均、1993年 富士見書房、ISBN 9784829172308）絶版。
アンドリュー・ダブ『秋の黄昏の竜』（コミック）（画/スティーブ・カース他、訳/大島豊、2020年 KADOKAWA ISBN 9784049126204）
リチャード・A・ナーク『英雄ヒューマの伝説』（コミック）（画/マイク・S・ミラー、訳/大島豊、2020年 KADOKAWA ISBN 9784829172308）

## コンピュータゲーム
『アドバンスドダンジョンズ&ドラゴンズ:ヒーローズ・オブ・ザ・ランス』(1988年発売。横スクロールアクションゲーム)
『ウォー・オブ・ザ・ランス』(1989年発売。戦略SLG)
『ドラゴン・オブ・フレイム』(1989年発売。横スクロールアクションゲーム。ヒーロー・オブ・ザ・ランスの続編にあたる)
『ドラゴンストライク』(1990年発売。ドラゴンに乗って戦う戦闘フライトシミュレーター)
『チャンピオンズ・オブ・クリン』(1990年発売。戦略RPG)
『デスナイト・オブ・クリン』(1991年発売。戦略RPG。チャンピオンズ・オブ・クリンの続編にあたる)
『シャドウソーサラー』(1991年発売。アクションRPG。ドラゴン・オブ・フレイムの続編にあたる)
『ダーククイーン・オブ・クリン』(1992年発売。戦略RPG。デスナイト・オブ・クリンの続編にあたる)

## 映像化
ワイス氏の発言などから10年以上に渡ってファンの間で噂になっていた映像化作品だが、2008年に"Dragonlance: Dragons of Autumn Twilight"というタイトルでアニメ映画となり公開された。ただし劇場公開はなく、海外でのOVAのような扱い(DVD-direct)。小説版シリーズ第一作までの内容(日本語版の『廃都の黒竜』『城砦の赤竜』にあたる)。Will Meugniotが監督、パラマウント配給、90分。日本語版は予定等も含め存在しない。
ファンや批評家の間では大変不評であったが、作者のヒックマンはそういった批判をもっともとしつつも、新たなファン層開拓に資する所があるはず、とポジティブに捉えている。